# Léon Boyer
Pour les articles homonymes, voir Boyer.
Léon Boyer (nom complet : André, Pierre, Léon Boyer) est un polytechnicien et ingénieur des ponts et chaussées français, né le 23 février 1851 à Florac (Lozère) et mort le 1er mai 1886 à Panama.
Il est connu pour être à l'origine de la création et la conception des viaducs de Garabit et de la Crueize sur chemin de fer de Marvejols à Neussargues, puis pour sa courte période comme directeur général du canal de Panama de 1885 à sa mort, à 35 ans, due à la fièvre jaune.

## Biographie

### Famille et formation
André Pierre Léon Boyer est né le 23 février 1851 à Florac, cité de Lozère. Il est le fils d'une riche famille bourgeoise de cette même ville, son père François Gaston Boyer (37 ans) est notaire et sa mère Henriette Françoise Jaffard (31 ans), a pour origine une famille de la bourgeoisie industrielle d'Ispagnac. La fratrie comptera trois garçons, ses frères Paul et Auguste Boyer deviendront magistrats.
Le jeune Léon Boyer quitte Florac pour faire des études, qualifiées de brillantes, dans le lycée de Lyon. En 1869, il intègre à 18 ans l'École polytechnique à Paris. Nommé sous-lieutenant le 1er octobre 1870, il est mis à la disposition de l'amiral La Roncière-Le Noury et attaché au Fort de Romainville pendant le siège de Paris. Après cette période militaire, il est nommé élève ingénieur des Ponts et chaussées le 1er novembre 1871. Il termine ses études, à 23 ans, le 18 octobre 1874 jour de sa nomination comme ingénieur ordinaire des ponts et chaussées de 3e classe.
Il épouse Esther Adrienne Marguerite Merle le 15 octobre 1881 à Alès, ils auront deux enfants. Marguerite Boyer, née le 27 juillet 1882 à Marvejols (elle épouse en 1906 Pierre de Retz, polytechnicien et ingénieur des mines, futur directeur des Mines de potasse d'Alsace de 1919 à 1936) et Gaston Henri Boyer, né le 30 mars 1886 à Paris 7e (polytechnicien, inspecteur des finances, mort le 10 mars 1928 au Chili où il exerce le rôle de conseiller financier du gouvernement),.
Léon Boyer meurt à Panama, le soir du 1er mai 1886, à 6 h 30, de la fièvre jaune trois mois après son arrivée dans l'isthme, et quelques jours après avoir appris que sa femme lui eût donné un fils. La nouvelle de sa mort arriva à Paris le 2 mai 1886.

### Ingénieur des ponts et chaussées
Il commence sa carrière, comme ingénieur ordinaire des ponts et chaussées de 3e classe, dans l'Orne où il est nommé attaché au service ordinaire de l'arrondissement d'Alençon. Après un peu plus d'un an à ce poste, il obtient un retour dans sa région d'origine avec une affectation le 1er juillet 1875 dans l'arrondissement de Marvejols, à 53 kilomètres de Florac, comme chargé des études et travaux des chemins de fer de Mende à Séverac et de Marvejols à Neussargues. Situées dans une région au relief difficile pour l'implantation de voies ferrées, il va devoir trouver des solutions et réaliser de nombreux ouvrages d'art, viaducs et tunnels. C'est dans les monts de la Margeride sur la ligne de Neussargue qu'il va pouvoir exprimer au mieux ses compétences face à des « difficultés exceptionnelles ».

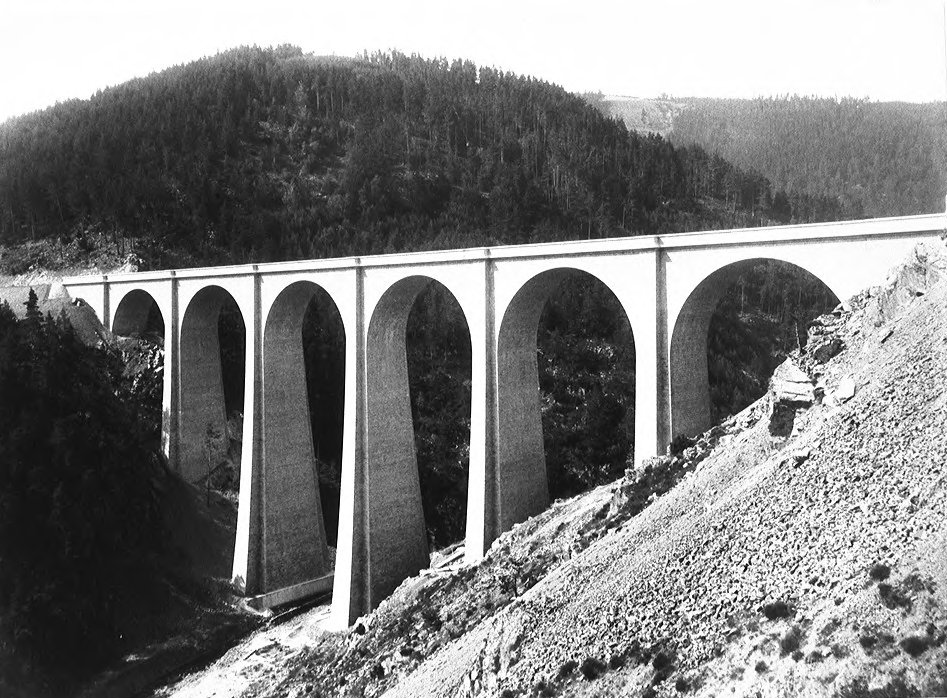
Viaduc de la Crueize en 1883.

Pour presque tous ces viaducs, Léon Boyer choisit un mode de construction traditionnel en maçonnerie. En 1891, Charles Talansier, secrétaire de la rédaction de la revue Le Génie civil, sortira du lot ceux de Piou (long. 169,50 m, haut. 45 m), Sénouard (long. 231 m, haut. 50 m), Chanteperdrix (long. 235 m, haut. 43 m), mais il porte une attention particulière à celui de Crueize, édifié dans la vallée de l'Enfer, qu'il juge particulièrement intéressant par sa hauteur 63,30 m et la qualité de son exécution. Point que relèvera également Paul Séjourné qui le présente comme un aboutissement de la technique de la pile profilée au point qu'il n'hésite pas à le qualifier de « plus beau viaduc de France ». Plus d'un siècle plus tard, ce viaduc sera retenu par les auteurs de l'ouvrage encyclopédique sur le « patrimoine de la SNCF et des chemins de fer français », notamment du fait de cette « hauteur inhabituelle pour une construction en maçonnerie ».

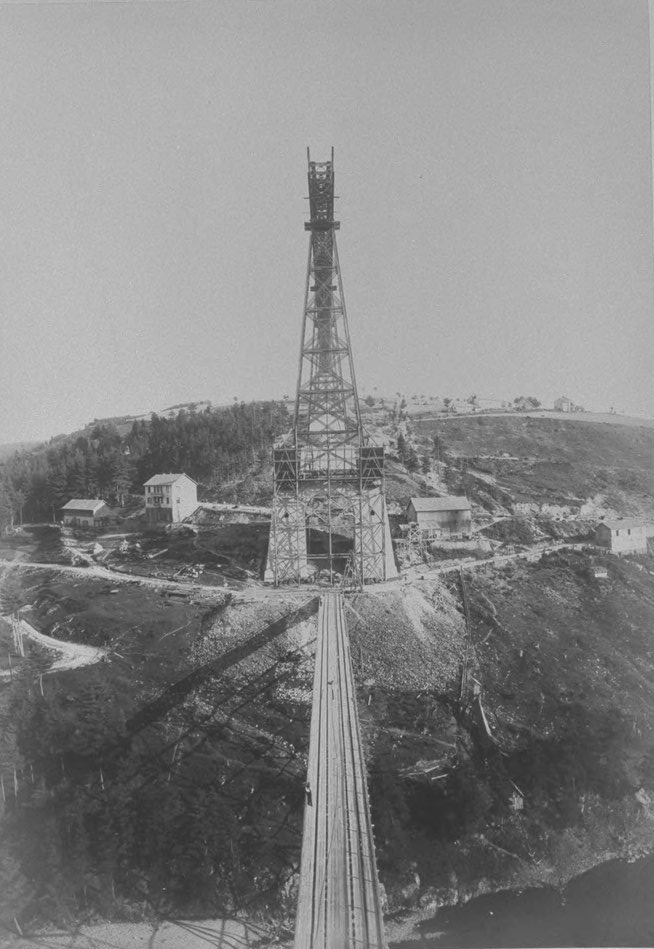
Viaduc de Garabit en 1883.

Il proposa notamment de franchir la vallée de la Truyère par un viaduc de 123 m de hauteur ; c'est à cette fin qu'il demanda à Gustave Eiffel de construire le viaduc de Garabit, le plus haut du monde à l'époque. Il fut nommé chevalier de la Légion d'honneur en 1880.
En 1883, Léon Boyer a été adjoint au directeur de la construction des chemins de fer au sein du ministère des Travaux publics, où il prit une part active à l'étude des conventions avec les grandes compagnies de chemins de fer, et s'occupant en même temps du Métropolitain de Paris. 
En 1884, il devint ingénieur en chef des Ponts et chaussées et fut nommé, en novembre de l'année suivante, Directeur général des travaux du canal de Panama par Ferdinand de Lesseps, en remplacement de Jules Dingler. Comme près de 4 000 autres personnes lors de la construction de ce canal, il meurt de la fièvre jaune quelques mois après son arrivée.

### Homme politique
Il est élu, le 12 août 1883, conseiller général du canton de Florac (Lozère), son élection donna lieu à un recours rejeté par une décision du Conseil d'État.
Il s'est présenté, au sein du département de la Lozère, aux élections législatives de 1881 et 1885, en tant que candidat républicain, mais échoua à l'issue de chacun de ces scrutins.

## Hommages

### Publication posthume
- Chemin de fer de Marvéjols à Neussargues, viaduc de Garabit, sur la Trueyre  (préf. Léon Lévy, postface Maurice Lévy, publié à titre posthume avec une notice nécrologique), Paris, Vve Ch. Dunod, 1888, 398 et album de 74 planches (présentation en ligne).

### Témoignage
Gaston Tissandier, à l'annonce de son décès, écrivit notamment: « Léon Boyer, dont nous avions l’honneur d’être l’ami, joignait à une intelligence d’élite toutes les qualités d’un beau caractère. Il avait l’entrain du méridional, la fougue et l’élan de la jeunesse ; il se passionnait pour tout ce qui est grand et pour tout ce qui est noble.
Il est mort au nom de la science, pour laquelle il combattait. Comme le soldat qui tombe au champ d’honneur, il trouvera des frères d’armes qui vengeront sa mémoire en achevant la conquête commencée. ».

### Monuments et lieu à sa mémoire
Son nom a été donné à une rue de la commune de Mende reliant la place Chaptal à la place Urbain V, et une statue de lui est présente à Panama, et plus précisément sur la Plaza de Francia, aux côtés de Ferdinand de Lesseps, Armand Reclus, Napoléon Bonaparte Wise, et Pedro Sosa. Elle a été conçue par le sculpteur Denys Puech et a certainement été inaugurée le 4 décembre 1924, ou 1923. 
Une autre statue de lui est présente à Florac, sa commune natale (place Boyer/esplanade Marceau-Farelle). Elle a été inaugurée le 21 avril 1890 lors d'une cérémonie présidée par le sénateur Théophile Roussel. Le monument est composé d'un buste de l'ingénieur, supporté par un piédestal armé de bas-reliefs représentant la science en deuil, une vue de Panama et une vue de profil du viaduc de Garabit. Il a notamment été réalisé par l'architecte François Germer-Durand, son beau frère,.
Il y aurait aussi un autre monument de lui au sein de la commune de Figeac.

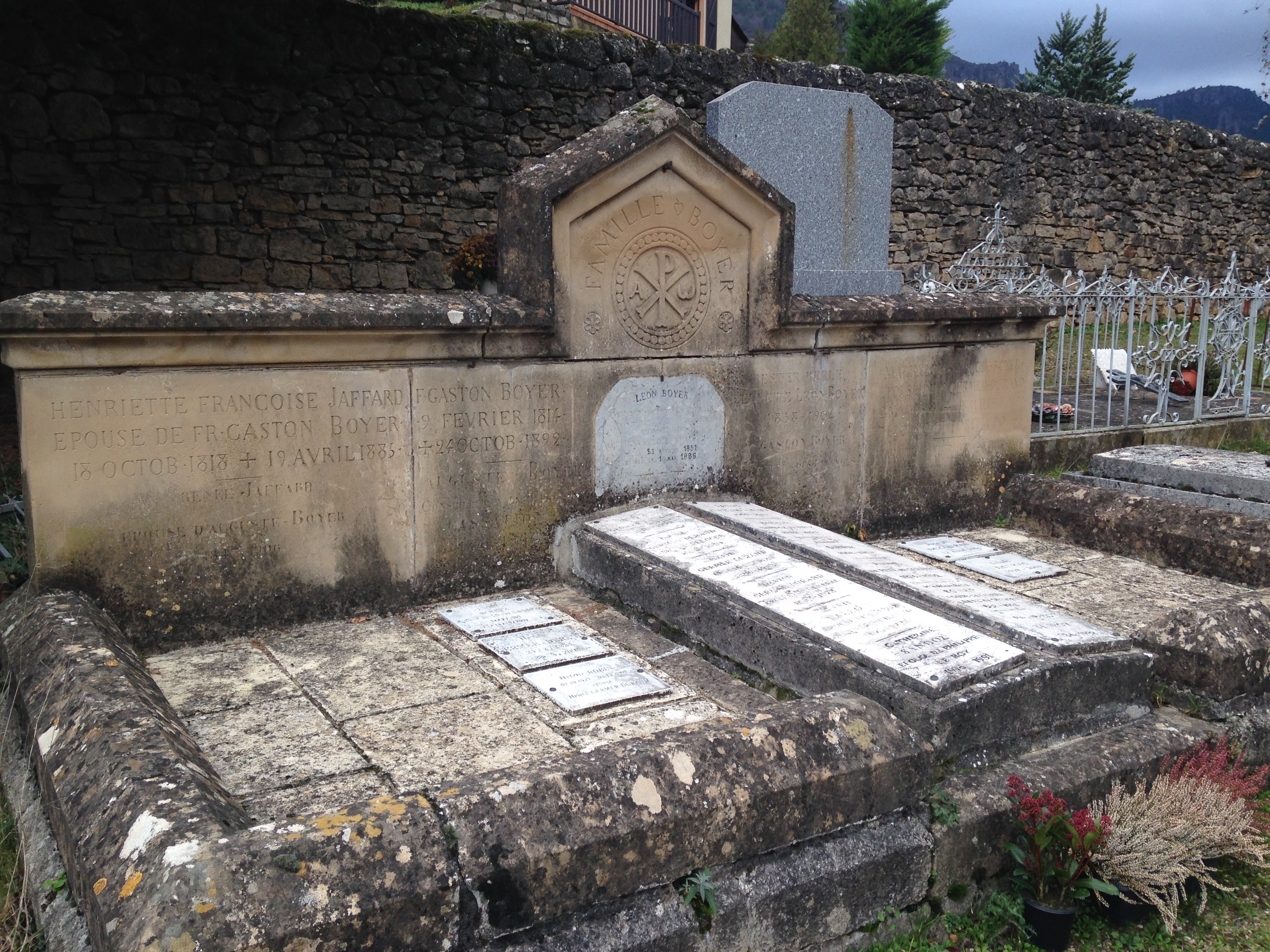
Sépulture où reposent Léon Boyer et sa famille (Florac).
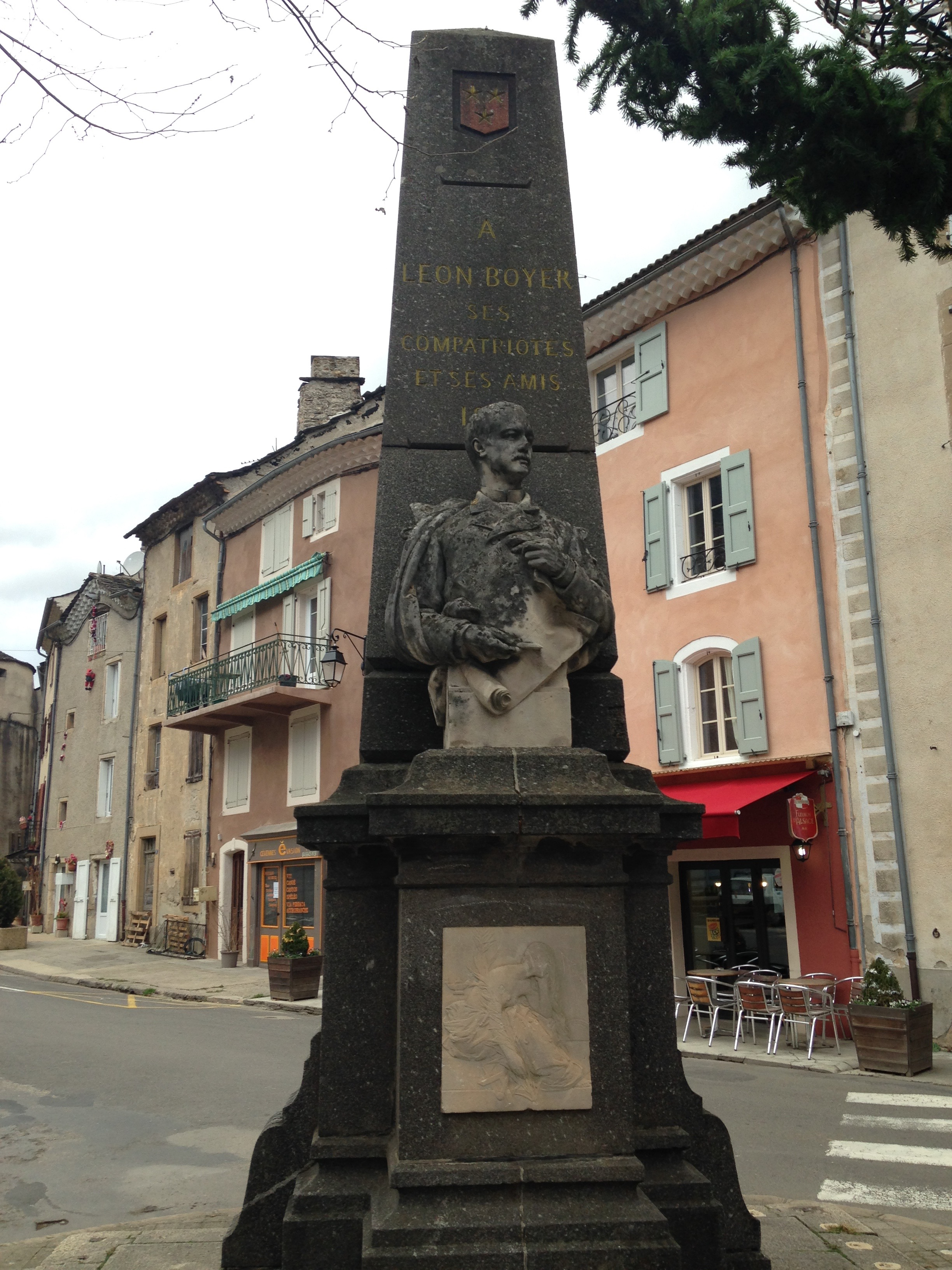
Monument situé à Florac (place Boyer).
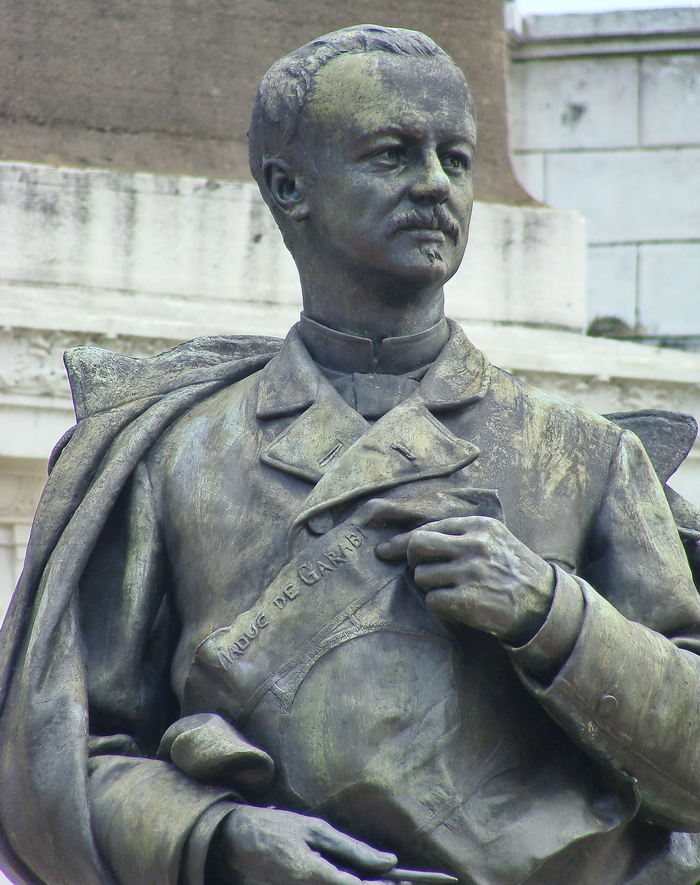
Buste situé à Panama (Plaza de Francia).